# José Rondón

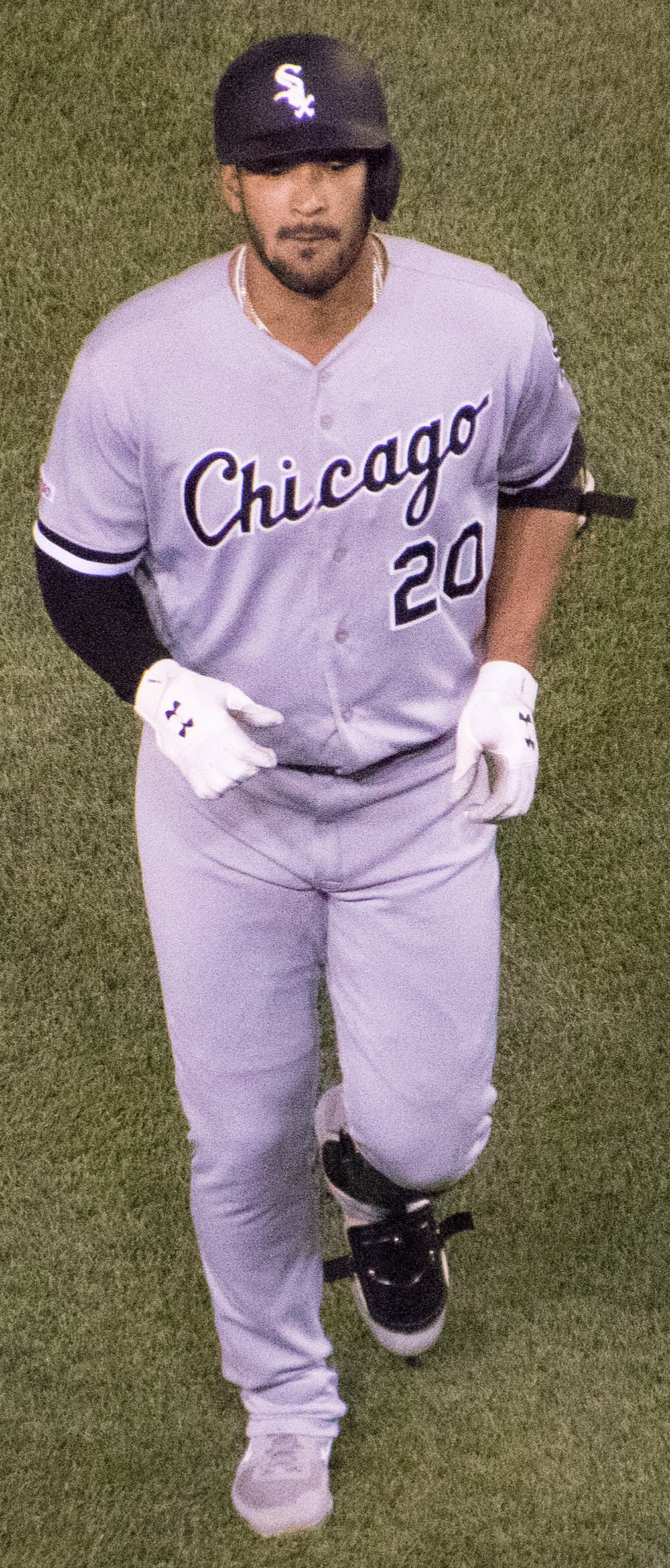
Rondón con los Medias Blancas de Chicago en 2019.

José Gregorio Rondón Hidalgo (Villa de Cura, Estado Aragua, 3 de marzo de 1994) es un jugador de cuadro de béisbol profesional venezolano que juega para los Diablos Rojos del México de la Liga Mexicana de Béisbol. Anteriormente jugó en las Grandes Ligas de Béisbol (MLB) para los Padres de San Diego, los Medias Blancas de Chicago, los Orioles de Baltimore y los Cardenales de San Luis.

## Carrera profesional

### Ángeles de Los Ángeles
Rondón fue firmado por Los Ángeles Angels de Anaheim como agente libre internacional el 13 de enero de 2011. Hizo su debut profesional esa temporada con los Dominican Summer League Angels. Comenzó el 2014 con los Inland Empire 66ers. En julio jugó en el All-Star Futures Game como reemplazo por lesión de Carlos Correa.

### Padres de San Diego
El 31 de julio de 2014, Rondón, junto con Taylor Lindsey, RJ Alvarez y Elliot Morris, fueron cambiados a los Padres de San Diego por Houston Street y Trevor Gott. Los Padres lo asignaron a Lake Elsinore Storm.
El 19 de noviembre de 2015, los Padres agregaron a Rondón a su lista de 40 hombres para protegerlo del draft de la Regla 5. Rondón fue llamado a las Grandes Ligas el 29 de julio de 2016 e hizo su debut en las Grandes Ligas esa noche como bateador emergente de Edwin Jackson, con el número 13. El 6 de enero de 2018, los Padres lo designaron para asignación.

### Medias Blancas de Chicago
El 10 de enero de 2018, Rondón fue adquirido por los Medias Blancas de Chicago. Rondón terminó el año jugando en 42 juegos con los Medias Blancas, bateando .230/.280/.470 en 107 apariciones en el plato.
El 28 de julio de 2019 Rondón fue designado para cesión. En 2019 con los Medias Blancas, Rondón bateó .197/.265/.282 en 156 apariciones en el plato a lo largo de 55 juegos.

### Orioles de Baltimore
El 30 de julio de 2019, los Orioles de Baltimore reclamaron a Rondón de las exenciones. Fue designado para asignación el 3 de agosto de 2019 y el 7 de agosto. Rondón recibió sólo un turno al bate para los Orioles contra el lanzador de los Azulejos de Toronto Buddy Boshers y elevó el balón al receptor Danny Jansen. Se convirtió en agente libre el 2 de noviembre de 2020.

### Cardenales de San Luis
El 18 de diciembre de 2020, Rondón firmó un contrato de ligas menores con la organización St. Louis Cardinals. El 29 de mayo de 2021, Rondón fue seleccionado al roster activo. Rondón se desempeñó principalmente como bateador emergente para St. Louis, bateando .308/.349/.564 en ese papel. El 30 de noviembre de 2021, los Cardenales no ofrecieron a Rondon, lo que lo convirtió en agente libre.

### En Venezuela
En la Liga Venezolana inició su carrera con los Navegantes del Magallanes. Más tarde, pasó a las filas de los Tigres de Aragua. En el año 2018, es traspasado a los Leones del Caracas junto con el receptor Juan Graterol y el lanzador Alejandro Chacín en un cambio por Jesús Aguilar y Henry "Pollito" Rodríguez.